# Герб Усть-Янского улуса
Герб муниципального образования «Усть-Янский улус» Республики Саха (Якутия) Российской Федерации.
Герб утверждён решением улусного Собрания муниципального образования «Усть-Янский улус (район)» № 10/11 от 29 декабря 2004 года.
Герб внесён в Государственный геральдический регистр Российской Федерации под регистрационным номером № 1713.

## Описание герба
«В рассечённом серебряном и золотом поле — прямо обращённый стоящий пурпурный мамонт, имеющий бивни и ногти на лапах, переменных по отношению к полю цветов, и черные глаза. Во главе семь серебряных дугообразно расположенных якутских алмазов (фигуры в виде поставленных на угол квадратов, каждый из которых расторгнут на шесть частей: накрест и наподобие двух сходящихся по сторонам стропил)».

## Описание символики герба
Фигура мамонта указывает, что на территории Усть-Янского улуса проживали мамонты, о чем свидетельствуют неоднократные находки их останков. Мамонт символизирует мужество, выносливость людей, проживающих в суровых условиях Заполярья. Бивни мамонта и ногти на лапах аллегорически отражают экономическую специфику экономики Усть-Янского улуса, являющегося центром золотодобывающей (золотой цвет) и оловодобывающей (серебряный цвет) промышленности Якутии.
Серебряный цвет поля щита символизирует бескрайние арктические просторы, большую часть года покрытые снегом; золотой цвет поля щита — полярный день, обилие солнечных дней. Пурпурный мамонт — символ самоотверженности, благородства, силы и надежды.
Алмазы в особой стилизации, аналогичной их стилизации в Государственном гербе Республики Саха (Якутия), обозначают административно-территориальную принадлежность муниципального образования к Республике Саха (Якутия).
Автор герба и компьютерный дизайн: Матвеев Артур Матвеевич (г. Якутск).